# Crans
Crans (pro odlišení od jiných stejnojmenných sídel označována také jako Crans VD, do 31. prosince 2020 oficiálně Crans-près-Céligny) je obec na jihozápadě Švýcarska v kantonu Vaud. Leží na břehu Ženevského jezera. Žije zde přibližně 2 200 obyvatel.

## Geografie

Letecký pohled (1925)

Crans leží v nadmořské výšce 423 m, vzdušnou čarou 4 km jihozápadně od okresního města Nyon. Obec se rozkládá na terase s výhledem na západní břeh Ženevského jezera a údolí Nant du Pry.
Území obce o rozloze 4,3 km² zahrnuje část na západním břehu Ženevského jezera. Území obce se táhne západním směrem od břehu jezera přes úzký pruh pobřeží a terasu Crans až k hřebenu, kde dosahuje nejvyšší bod Crans-près-Céligny výšky 473 m n. m. V obci se nacházejí dvě vesnice, které se rozkládají na severovýchodě a východě. Jižní hranici tvoří údolí Nant du Pry, zatímco na severu oblast zasahuje až k lesu Bois Neuf. V roce 1997 tvořila 27 % rozlohy obce zastavěná plocha, 14 % lesy a lesní plochy a 59 % zemědělství.
Crans zahrnuje několik čtvrtí rodinných domů a vil a také několik samostatných farem. Sousedními obcemi Crans jsou Nyon, Eysins a Arnex-sur-Nyon v kantonu Vaud a Céligny v exklávě kantonu Ženeva.

## Historie
Nález nástroje z doby bronzové, stopy z doby římské a raně středověké hroby ukazují na rané osídlení území obce. První písemná zmínka o obci pochází z roku 1008 a nese název Cranos, který je pravděpodobně odvozen od burgundského osobního jména Grado. Od roku 1036 bylo Crans-près-Céligny v držení lausannské katedrální kapituly a v roce 1234 připadlo Saint-Prex.
Po dobytí Vaudu Bernem v roce 1536 přešel Crans pod správu panství Nyon. V roce 1542 povýšil Bern obec na samostatné panství, které od roku 1663 vykonávalo i vrchnostenskou správu. Po pádu Staré konfederace patřila obec v letech 1798–1803 v období Helvétské republiky ke kantonu Léman, který byl poté po vstupu v platnost Ústavy o zprostředkování začleněn do kantonu Vaud. V roce 1798 byla přiřazena k okresu Nyon.

## Obyvatelstvo
| Rok            | 1764 | 1850 | 1900 | 1950 | 1960 | 2000 | 2016 | 2020 |
| Počet obyvatel | 192  | 286  | 350  | 364  | 430  | 1963 | 2193 | 2340 |

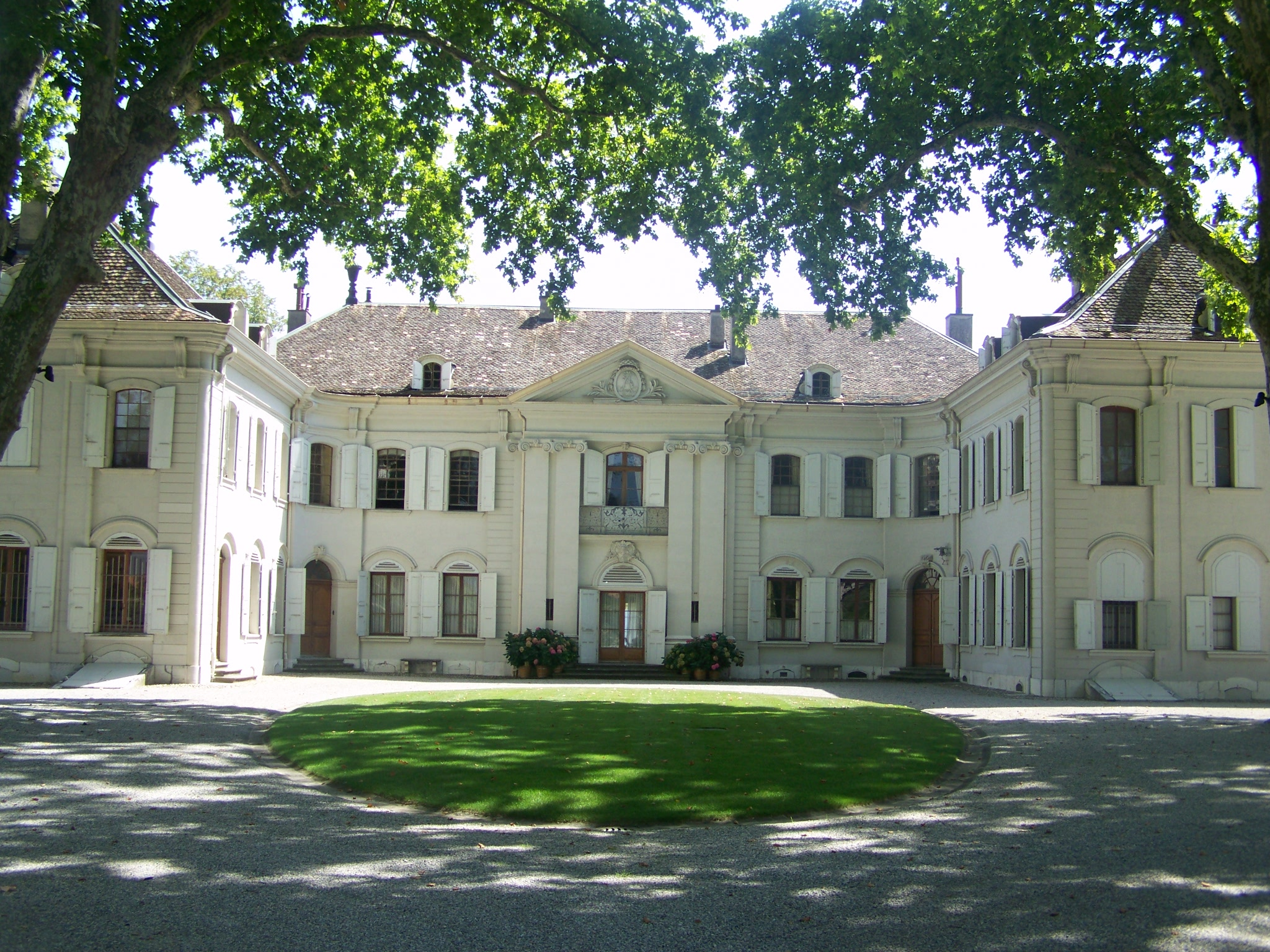
Zámek Crans

Z celkového počtu obyvatel je 75,1 % francouzsky mluvících, 10,6 % anglicky mluvících a 7,3 % německy mluvících (stav v roce 2000). Do poloviny 20. století byl počet obyvatel obce víceméně stabilní a pohyboval se mezi 300 a 400 obyvateli. Po roce 1960 (430 obyvatel) začal počet obyvatel rychle růst a během 40 let se zčtyřnásobil.

## Hospodářství
Až do poloviny 20. století byl Crans vesnicí, která se vyznačovala především zemědělstvím. Na svahu pod starým centrem obce se pěstuje vinná réva, zatímco úrodná půda zbývající zemědělské půdy je vhodná pro pěstování orné půdy a zeleniny. Pracovní příležitosti jsou k dispozici v obchodě a především ve službách. V obci se nachází sportovní centrum s četnými zařízeními pro volný čas. V posledních desetiletích se Crans díky své atraktivní poloze u Ženevského jezera rozvinul v rezidenční obec. Většina zaměstnanců dojíždí za prací (asi 60 %), a to především do Nyonu a Ženevy.

## Doprava
Obec leží na hlavní silnici č. 1, která vede ze Ženevy podél jezera do Lausanne. Železniční trať z Morges do Coppet, úsek trati Lausanne–Ženeva, byla zprovozněna 14. dubna 1858, ale nádraží existovalo v Crans bylo otevřeno až v roce 1888; od prosince 2004 je zrušeno a vlaky jej projíždějí. Napojení na síť veřejné dopravy tak zajišťuje síť městských autobusů v Nyonu, zajíždějících do obce.